# ألان هيوز (لاعب كريكت)
ألان هيوز (4 أبريل 1951 - )  (بالإنجليزية: Alan Hughes)‏ هو لاعب كريكت أيرلندي.